# Opiza

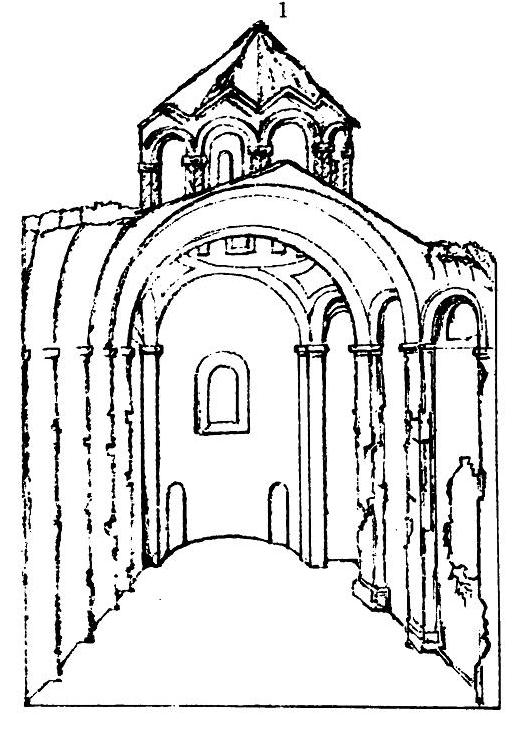
Skizze der Kirche von Giorgi Kazbegi 1873

Opiza (georgisch ოპიზა) ist die Ruine des ältesten Klosters des mittelalterlichen georgischen Königreichs Tao-Klardschetien in der heutigen nordosttürkischen Provinz Artvin. Es wurde um 750 n. Chr. gegründet und bestand bis zum Beginn der osmanischen Herrschaft im 16. Jahrhundert. Hier lag das kulturelle Zentrum, von dem aus der Mönch Grigol Chandsteli Anfang des 9. Jahrhunderts nach dem Rückzug der muslimischen Abbasiden begann, die georgisch-orthodoxen Klöster in Tao-Klardschetien wiederzubeleben. Die geringen erhaltenen Reste im heutigen Dorf Bağcılar sind kaum noch der ehemaligen Johannes-Kirche, die Anfang des 10. Jahrhunderts ihre letzte Form erhielt, und den Klosternebengebäuden zuzuordnen.

## Lage
Koordinaten: 41° 13′ 25″ N, 42° 2′ 7″ O
Von Hopa an der östlichen Schwarzmeerküste führt die Schnellstraße 10 in südöstlicher Richtung im Tal des Çoruh ins Landesinnere. Etwa zehn Kilometer hinter Artvin verlässt die Straße den Çoruh, biegt nach Nordosten ab und folgt bis Şavşat dem Berta Suyu (georgisch Imerchewi), einem Nebenfluss des Çoruh, in einer zunehmend enger und steiler werdenden Schlucht. An dieser Strecke sind am rechten (nördlichen) Flussufer die Kirchenruinen von vier georgischen Klöstern erhalten. Der erste Abzweig führt nach Dolisqana im Dorf Hamamlıköy. Etwa 20 Kilometer östlich zweigt eine schmale Erdstraße ab, die zunächst parallel über der Schnellstraße am Hang verläuft und nur allmählich an Höhe gewinnt. Nach fünf Kilometern wird eine Weggabelung erreicht, ab der es noch zwei Kilometer nunmehr in Serpentinen steil bergauf bis Opiza sind. Geradeaus verläuft der Weg ab dieser Gabelung zunächst in etwa derselben Höhe am Felshang über der Talsohle weitere sieben Kilometer bis zur Ruinenstätte Porta, die mit dem Kloster Chandsta identifiziert wird. Die Kathedrale von Tbeti kurz vor Şavşat beendet die Reihe. Etwa 30 Kilometer südlich des Berta-Suyu, im Seitental des Ardanuç Çay (georgisch Artanudschistskali), blieb nahe der Kleinstadt Ardanuç die Ruine von Yeni Rabat erhalten. Vermutlich befand sich hier das ehemalige Kloster Schatberdi.
Der Ort Bağcılar besteht aus wenigen, weit am Hang der Imerchewi-Berge (türkisch Imerhevi Deresi) verstreut liegenden Gehöften. Die zerklüfteten Felsberge stellen den Südabfall des Karçal-Gebirges (Karçal Dağları) dar, dessen höchster Gipfel knapp 20 Kilometer nordwestlich eine Höhe von 3415 Metern erreicht. Die Reste des Klosters sind vom Weg aus nicht zu sehen. An der Außenseite einer scharfen Linkskurve steht eine kleine Moschee aus dem Jahr 1964 (Bağcılar Köy Camii) mit Sitzbänken und einem Waschplatz davor. Die dahinter angebaute Einraumschule war Ende 2012 nicht mehr in Betrieb. Das Schulgebäude grenzt an die Klosterruinen.

## Geschichte

Gesamtansicht der Ruinen. Foto von A. M. Pavlinov 1888

Die ersten georgischen Klöster wurden Ende 5. oder Anfang 6. Jahrhundert in der Region Kartlien gegründet. Als das südwestliche Georgien, das heute zur Türkei gehört, nach den Feldzügen zwischen Georgiern und Arabern Ende des 8. Jahrhunderts praktisch entvölkert war, stellten die schwer zugänglichen, steilen und felsigen Seitentäler im Norden Tao-Klardschetiens für die Mönche geeignete Orte für die Gründung von Klöstern dar. Hier entstand fern vom arabischen Emirat Tiflis in Ostgeorgien ein neues Klosterleben, das eine eigenständige kulturelle Tradition hervorbrachte. Im 9. und 10. Jahrhundert wurden in Tao-Klardschetien zahlreiche Kirchen und Klöster errichtet. Ende des 10. Jahrhunderts vereinigte der Bagratiden-König Bagrat III. Tao-Klardschetien mit drei weiteren Fürstentümern zum Königreich Georgien. 
Eine Quelle zur georgischen Geschichte ist die Sammlung „Das Leben Georgiens“ (Kartlis chovreba), in der Schriften von Ende des 10. bis zur Mitte des 13. Jahrhunderts, dem „Goldenen Zeitalter“ Georgiens zusammengefasst sind. Dieses Korpus informiert, dass der iberische König Wachtang I. Gorgassali (reg. 452–502) seinen Stiefbruder Artawaz, den Fürsten von Artanudschi, angewiesen habe, in Artanudschi eine Festung, in Opiza ein Kloster und an drei weiteren Orten Kirchen zu bauen. Offensichtlich wurde jedoch der Name Opiza später hinzugefügt, weshalb eine erste Klostergründung in der zweiten Hälfte des 5. Jahrhunderts damit nicht nachgewiesen werden kann.
Nach verlässlicheren Quellen war Opiza das älteste Kloster in Tao-Klardschetien und wurde Mitte 8. Jahrhundert gegründet. Der Mönch Grigol Chandsteli (759–861), über den Giorgi Mertschule aus dem Kloster Chandsta in seiner 951 verfassten Hagiographie „Das Leben von Grigol Chandsteli“ berichtet, kam um 794 nach Tao-Klardschetien. Er soll zunächst in Opiza gewohnt und von hier aus auf Anregung von König Aschot I. (reg. 813–830) in den 830er und 840er Jahren drei Mönchs- und zwei Nonnenklöster gegründet haben. Dies geht auch aus einer weiteren Schrift mit dem Titel „Das Leben des Serapion von Sarsma“ über den um 900 verstorbenen Mönch Serapion hervor. Mittelalterliche Schreiber verwiesen auf die Wunderkraft Johannes des Täufers, die Grigol bei seinem Werk beflügelt haben soll. Auf Grigols Schüler gehen weitere Klostergründungen in den folgenden Jahrzehnten zurück. Ihnen allen ist zu verdanken, dass das Tal des Berta Suyu zum Zentrum des „Georgischen Sinai“ wurde. Beim Bau des Klosters Chandsta sollen Mönche aus Opiza geholfen haben. Das war zu einer Zeit, als es noch kein anderes Kloster in der Gegend gab. An einer anderen Stelle in „Das Leben des Serapion von Sarsma“ wird erwähnt, dass bei Grigols Ankunft mit Amba Giorgi der dritte Abt dem Kloster vorgestanden habe. Daraus lässt sich eine Gründung durch den Abt Samuel um die Mitte des 8. Jahrhunderts errechnen. Die beim Bau beteiligten Steinmetze hießen nach dieser Quelle Amona, Andrea, Petre und Makari.
Aschots Sohn Guaram Mampali († 882) restaurierte oder erweiterte nach einem anderen, im Kartlis chovreba versammelten Chronisten das Kloster Opiza und wurde dort begraben. Die Baumaßnahmen müssen kurz vor seinem Tod stattgefunden haben. In noch größerem Umfang wurde die Klosterkirche kurz vor der Mitte des 10. Jahrhunderts umgebaut. Inschriften zufolge entstand in dieser dritten Bauphase das Refektorium (Speisesaal) und die bisherige Basilika wurde in eine Kreuzkuppelkirche umgewandelt. Zur Bestätigung dieser Datierung interpretiert Djobadze in der Inschrift, die sich unterhalb von einem schlecht erhaltenen Herrschergemälde an der Wand des Südarms befand („Aschot Kuropalates, der zweite Erbauer von Opiza und dieser heiligen Kirche“), den Namen des Königs als Aschot II. (reg. 941–954). Er war unter den zahlreichen Namensvettern der Einzige, der neben Aschot I. den Titel Kuropalates trug. Andere Historiker lasen den Herrscher als Aschot I. und setzten somit den Umbau zur Kreuzkuppelkirche gut 100 Jahre früher an.

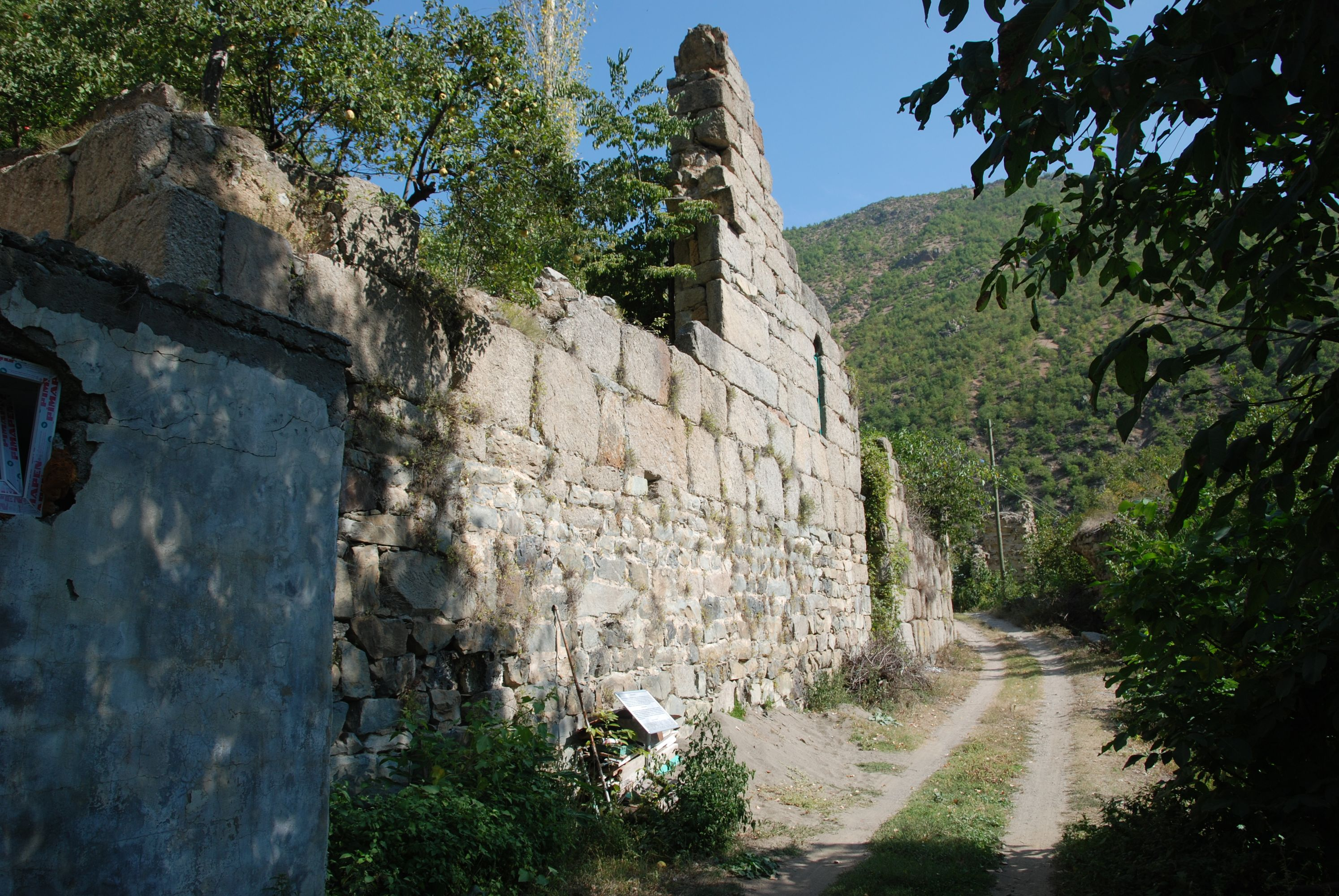
Längster Mauerrest. Am linken Rand Nebengebäude der Moschee. Von Südwesten, 2012.

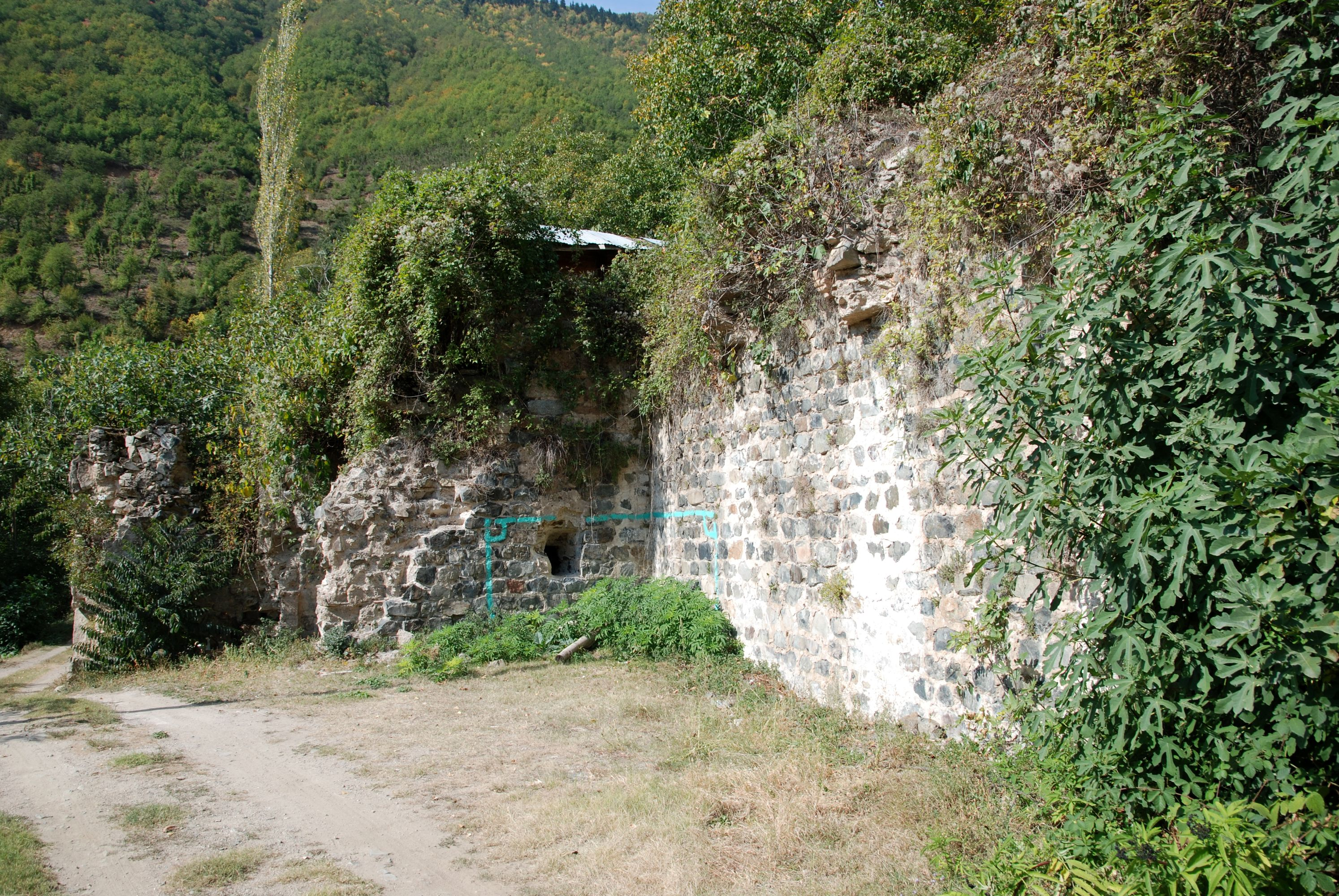
Gegenrichtung von Osten

In den Skriptorien vieler Klöstern schrieben Mönche illuminierte Handschriften ab, die für die historische Forschung von großer Bedeutung sind. Das Kloster Opiza wurde durch seine Ausbildungsstätte zu einem bekannten religiösen Zentrum. Die Mönche vervielfältigten unter anderem das 913 datierte „Tetraevangelium von Opiza“, das heute auf der griechischen Halbinsel Athos aufbewahrt wird. Des Weiteren ragt die Schriftsammlung von Schatberdi aus dem Jahr 973 heraus, weil sie ermöglicht, den Neubau der Klosterkirche Barhal (georgisch Parchali) zu datieren, der wenige Jahre zuvor erfolgt sein muss. In Tiflis befindet sich ein von Atanase Opizeli 1093 kopiertes Parakliton (liturgischer Text, der Hymnen und musikalische Notationen enthalten kann).
Im Kloster waren auch Goldschmiede beschäftigt, die für den Gottesdienst benötigte Gerätschaften wie Becher, Abendmahlskelche, Hostienschalen und Kreuze herstellten. Erhalten blieben ein von König David III. (Kuropalates, reg. 961–1000) beauftragtes Prozessionskreuz, das ein Goldschmied namens Asat herstellte, qualitativ überragende Metallarbeiten von Besken und Beka, die beide Ende 12. und Anfang 13. Jahrhundert wirkten, sowie kunstvoll gestaltete Buchumschläge dieser Zeit.
Mit der Eingliederung ins Osmanische Reich im 16. Jahrhundert wurde das Kloster aufgegeben, die Gebäude blieben danach sich selbst überlassen. Der Adlige und General im Dienst der russischen Armee Giorgi Kazbegi (1840–1921) kam 1874 im Rahmen einer Aufklärungsmission in die unter osmanischer Herrschaft stehenden georgischen Gebiete. In seinen Reisenotizen beschrieb er erstmals die dortigen Kirchen. Dem georgischen Historiker und Archäologen Dimitri Bakradze (1826–1890) ist eine Beschreibung von 1879 zu verdanken. 1888 besuchte der russische Architekt Andreĭ Mikhailovich Pavlinov (1852–1898) den Ort und 1904 kam der Linguist Nikolai Jakowlewitsch Marr. Alle blieben nur wenige Stunden oder einen Tag, dennoch gelang es ihnen in der kurzen Zeit, einige georgische Inschriften zu kopieren. Ein Foto von 1903 zeigt die Kirche mit vollständig erhaltener Kuppel. Nicole und Jean-Michel Thierry waren die ersten Kunsthistoriker, die nach dem Zweiten Weltkrieg im bis dahin schwer zugänglichen Nordosten der Türkei Forschungsreisen unternehmen durften. Auf Fotos, die sie 1959 anfertigten, ist die Kirche mit Tambour, aber eingestürztem Faltdach zu sehen. Der georgische Kunsthistoriker Wachtang Djobadze besuchte die Kirche 1965 und fand nur noch dicht überwachsene Ruinen, die er vom Gebüsch befreite. 1990 lohnte sich der Besuch „nur für Experten“.

## Architektur

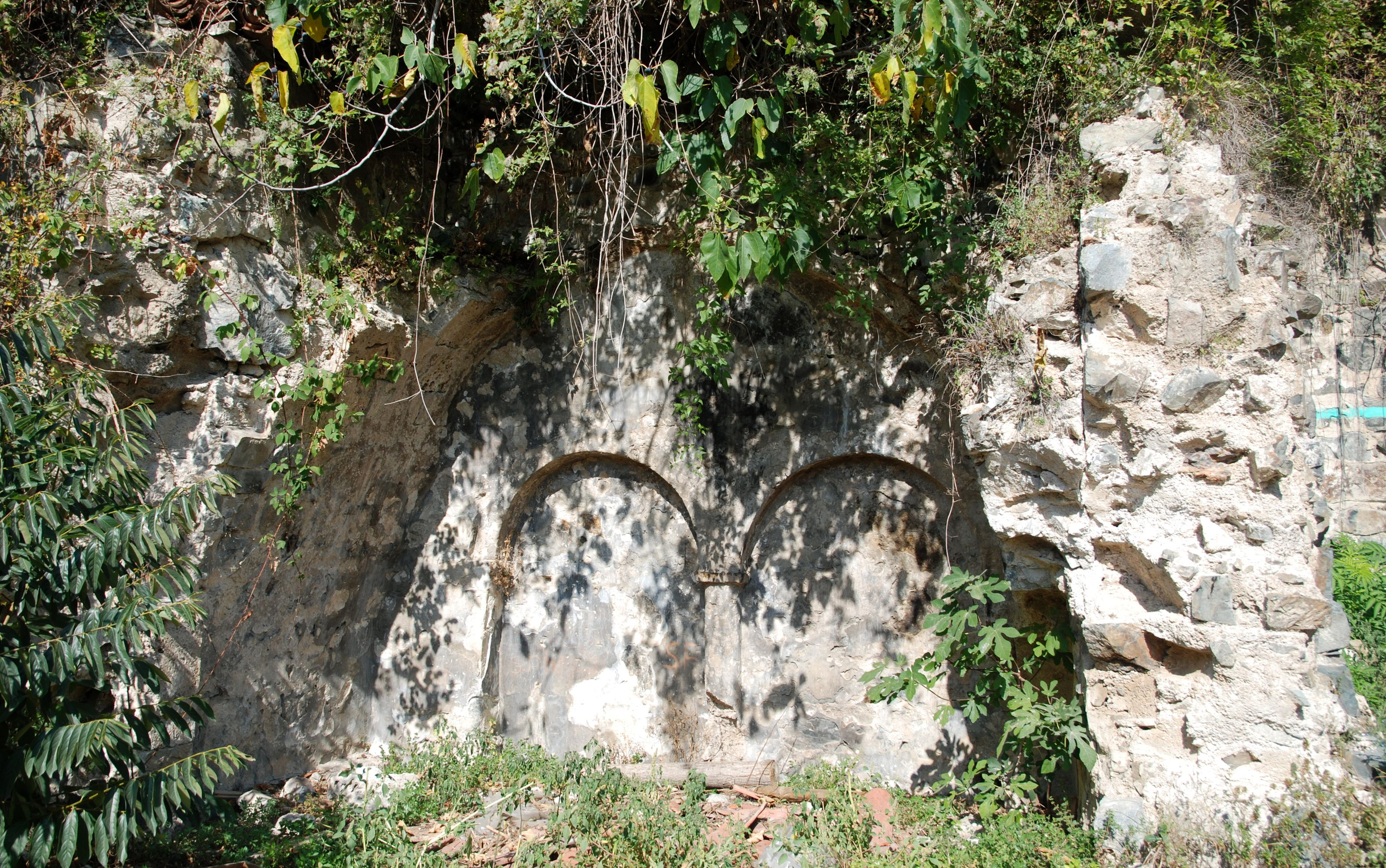
Innenseite der Südmauer mit Rundnischen

Nach dem Vorbild traditioneller Wohngebäude (darbasi) entstanden in Georgien ab Mitte des 6. Jahrhunderts Zentralbauten, die später eine monumentale Größe erreichten. Deren Grundriss in Form eines griechischen Kreuzes bildete die Grundlage des georgischen Kirchenbaus. Über dem zentralen Kirchenraum wird die Kuppel von einem durchfensterten Tambour erhöht und das Westschiff häufig durch Kombination mit dem Grundriss des basilikalen Bautyps verlängert. Die Vorgängerbauten der in Tao-Klardschetien als Ruinen erhaltenen kreuzförmigen Klosterkirchen waren Ende des 8. oder Anfang des 9. Jahrhunderts entstandene einschiffige Saalkirchen oder dreischiffige Basiliken.
Die heute in Opiza vorhandenen Reste entlang eines nach Osten abzweigenden Fahrweges erlauben keine Vorstellung der ursprünglichen Gebäudestrukturen mehr. Außer einer langen Mauer am Wegesrand finden sich einige Mauerbruchstücke am Hügel oberhalb. Die Beschreibung richtet sich nach dem, was bis Mitte des 20. Jahrhunderts vorhanden war. Die Kreuzkuppelkirche besaß einen ungewöhnlich langen Westarm, der in derselben Breite wie die östliche Apsis aus dem zentralen Kuppelraum hinausragte. Die Gesamtlänge der Kirche betrug innen 27,25 Meter, zwischen dem südlichen und nördlichen Kreuzarm war sie innen 11,5 Meter breit. Das Tonnengewölbe des Kirchenschiffs war durch vier Gurtbögen, die an den Längswänden auf Pilastern ruhten, in fünf Segmente unterteilt. Die Apsis war innen halbrund und lag innerhalb der geraden Ostwand. Sie wurde von zwei, 2,5 × 1,9 Meter großen, rechteckigen Nebenräumen (Pastophorien) flankiert, die einen Zugang zum Kirchenschiff, aber keine direkte Verbindung zur Apsis besaßen. Grundsätzlich entspricht der Grundplan damit demjenigen der benachbarten Klöster Dolisqana und Chandsta (Porta), mit dem Unterschied, dass dort die Kreuzform in einem äußeren Rechteck verborgen ist. In Opiza und Haho ragen dagegen der nördliche und südliche Kreuzarm über die rechteckige Grundfläche hinaus.
Die Kuppel überragte einen innen runden und außen zwölfeckigen Tambour. Vier im Quadrat angeordnete Jochbögen trugen den Tambour und gaben ihre Last an die inneren Wandecken ab. Den Übergang zwischen dem Quadrat und der Kreisform des Tambours stellten wie in Yeni Rabat Pseudotrompen dar, also aus Pendentifs und Trompen zusammengesetzte Zwickel. Von den zwölf, von Doppelsäulen und Rundbögen begrenzten Wandfeldern an der Außenseite des Tambours waren sechs von Fensteröffnungen durchbrochen. Korinthische Kapitelle mit stilisierten Akanthusranken bekrönten die Säulchen. Bei der Innenwand des Tambours wurde dieselbe Gliederung auf einfachere Weise übernommen: Flache Bögen und einfache Halbsäulen umschlossen die zwölf Felder. Über der Kuppel erhob sich ein Faltendach in der Zickzackform eines halbgeöffneten Regenschirms.

1888 war noch eines der drei Tonnengewölbe des Refektoriums erhalten. Foto der Nordseite von A. M. Pavlinov

Die Wände waren aus gleichförmig großen Sandsteinquadern mit grob behauenen Oberflächen in annähernd ebenen Lagen gemauert. Im Unterschied dazu bestand das Gewölbe des Hauptschiffs aus mit einer dünnen Mörtelschicht sauber gefügten und geglätteten Blöcken. Die Gewölbe der beiden Seitenschiffe sollen nach der Beschreibung von Marr ebenso wie das obere Apsisrund und die Kuppel teilweise aus Ziegeln gemauert gewesen sein. Die Verwendung von Ziegeln war im 10. Jahrhundert weit verbreitet, auch im benachbarten Dolisqana bestanden einige Tonnengewölbe aus Ziegeln. An den inneren Westwänden der beiden Kreuzarme befanden sich 2 Meter hohe und 0,9 Meter breite Nischen, deren Zweck unklar ist, die aber ähnlich auch an den Klosterkirchen von Öşk Vank, Haho und Barhal auftauchen.
Das zweitgrößte Gebäude mit 20,8 × 15 Metern war das Refektorium, das bei der Erweiterungsphase in den 940er Jahren hinzukam. Es stand als eine dreischiffige, rechteckige Halle im Südwesten der Kirche. Die von Gurtbögen unterteilten Tonnengewölbe wurden von einer Doppelreihe mit je drei Pfeilern und entsprechenden Wandkonsolen getragen. Die Dimension des Speisesaals lässt auf eine große Mönchsgemeinde schließen.

## Bauplastik und Malerei
In Opiza wurden Pseudotrompen und anderer Bauschmuck in die Region eingeführt, die zusammen mit statischen Verbesserungen nachfolgend an anderen Kirchen zum Einsatz kamen. Einige der an der zwischen 918 und 941 erbauten Kirche in Chandsta erprobten Neuerungen wurden hingegen bei der späteren Umbauphase in Opiza übernommen.
Die Fensterlaibungen am Tambour waren mit geometrischen Mustern wie Rhomben und Spiralen ausgemalt, die dortigen Blendnischen füllten Propheten in langen Gewändern, die Schriftrollen in den Händen hielten. 

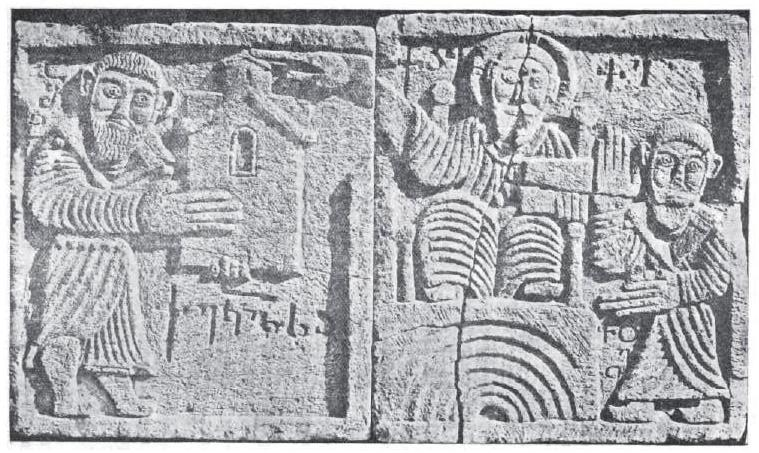
König Aschot mit Kirchenmodell, Christus auf dem Himmelsthron und König David. 1905 publiziertes Foto

Das einzige figürliche Relief war einst an der Südfassade angebracht, heute befindet es sich im Nationalmuseum in Tiflis. Die linke Figur auf dem Sandstein zeigt nach der altgeorgischen Inschrift (mrgvlovani) König Aschot im Flachrelief, wie er sich mit dem Modell einer kreuzförmigen Kirche in den Händen in demütiger Haltung nach rechts begibt, wo ihn Christus erwartet. Aschot ist in strenger Frontalansicht zu sehen, er trägt einen festlichen Mantel mit einem aufgestellten Kragen und einen Gürtel, der mit Metallplättchen und herabhängenden Schnüren verziert ist. Auf dem zweiten Reliefstein sitzt Christus als Weltenherrscher auf dem Thron im Himmel. Nach 1 Könige 10, 18–20 steht dieser Thron im siebten Himmel, über den unteren sechs himmlischen Sphären, die hier als Halbkreise angedeutet sind. In seiner linken Hand hält Christus ein offenes Buch, seine erhobene rechte Hand streckt er segnend über das Kirchenmodell. Zur Linken von Christus steht ein ebenfalls durch eine Beischrift gekennzeichneter David, der ähnlich wie Aschot gekleidet ist. Die Figuren sind schematisch, linear und verzichten auf stimmige menschliche Proportionen. Nach einer im 9. Jahrhundert aufgekommenen Tradition handelt es sich bei einem solcherart abgebildeten Herrscher üblicherweise um den berühmtesten der georgischen Könige, Aschot I. († um 830), der nach der Legende seine Herkunft auf den biblischen Propheten David zurückbezieht. Um diesen für das georgische Volk wesentlichen Geschichtsmythos zu bestärken, wurden beide häufig zusammen abgebildet. In diesem Fall scheint es jedoch wahrscheinlicher, dass es sich um Aschot II. (reg. 941–954) und dessen Bruder David II. (reg. 923–937) handelt. Für den Propheten wäre dieser David im Vergleich zu Aschot etwas zu klein geraten und die Kleidung wäre nicht passend. Ein recht klares Indiz für diese Zuschreibung ist das Kirchenmodell, denn es zeigt die Kreuzkuppelkirche nach dem Umbau und nicht die vormalige Basilika.